# Henri Polak
Henri Polak (Amsterdam, 22 februari 1868 – Laren, 18 februari 1943) was een van de meest vooraanstaande Nederlandse vakbondsbestuurders uit de periode van eind negentiende eeuw en begin twintigste eeuw en tevens een prominent sociaaldemocratisch politicus.

## Biografie
Henri Polak was de oudste zoon van Moses Polak, een joodse briljantslijper en juwelier, en Marianna Smit. Met 13 jaar moest hij van zijn vader van school af om als leerling-diamantsnijder aan het werk te gaan en mee te helpen het grote gezin te onderhouden. In 1886 vertrok de 18-jarige Polak naar Londen, waar hij voor het eerst in aanraking kwam met het socialistische gedachtegoed. Daar huwde hij op 9 augustus 1888 Emily Nijkerk (1868-1943), eveneens joods en van Nederlandse komaf. Terug in Nederland ontwikkelde hij samen met een vriendengroep van joodse sociaaldemocraten grote belangstelling voor kunst en cultuur en voor maatschappelijke vraagstukken. Hij compenseerde zijn gemiste schoolopleiding door zelfstudie. Vanaf 1891 werd Polak in toenemende mate politiek en journalistiek actief.
In zijn latere jaren zette hij zich ook in voor natuurbescherming en stedenschoon. Hij dook vlak na de start van de bezetting onder bij Tina Strobos in Amsterdam. Hij overleed in de oorlog op bijna 75-jarige leeftijd in het ziekenhuis aan een longontsteking. Zijn vrouw werd kort daarna gedeporteerd naar kamp Westerbork, waar zij overleed.

## Vakbondsbestuurder
De meeste bekendheid verwierf Polak als medeoprichter (1894) en langdurige voorzitter (1894-1940) van de Algemene Nederlandse Diamantbewerkers Bond (ANDB). In 1892 werd hij eerst lid en later secretaris van een voorloper daarvan, de slechts heel kleine Nederlandsche Diamantbewerkers Vereeniging. Toen in november 1894 onverwachts een algemene staking uitbrak onder de 10.000 Amsterdamse diamantbewerkers werd hij een van de leiders van het succesvolle stakingscomité. In deze crisissituatie ontpopte hij zich als een handige organisator, overtuigende spreker en snelle beslisser. Toen het stakingscomité kort na de overwinning een nieuwe vakbond– de hiervoor genoemde ANDB - wist op te richten werd Polak, nog maar 26 jaar jong, tot voorzitter gekozen.
Het nieuwe bestuur wist van de ANDB een nieuw soort vakbond te maken. Geïnspireerd op de aanpak van de Engelse Trade Unions waarover Polak in Londen al het nodige had gehoord, werd van de leden een substantiële contributie gevraagd. Deze werd benut voor iets wat in Nederland in deze mate nog niet was vertoond - het bezoldigen van bestuurders en het opbouwen van een substantiële stakingskas. Vrijwel vanaf het begin werd ook het Weekblad van de ANDB uitgegeven waarvan Polak hoofdredacteur en belangrijkste leverancier van artikelen werd. Met deze aanpak wist de nieuwe bond al snel een uitzonderlijk groot deel van de diamantbewerkers aan zich te binden en voor de leden substantiële resultaten te bereiken. Eind 1898 had de bond circa 8000 leden en was daarmee de op dat moment verreweg grootste vakbond van Nederland geworden. Ook financieel ging het de bond, ondanks diverse langdurige stakingen en de noodzaak om flinke sommen uit te keren uit de stakingskas, zodanig voor de wind dat al na vijf jaar - in 1899 - kon worden gestart met de bouw van het nog steeds bestaande bondsgebouw in Amsterdam, ontworpen door de socialistische architect Hendrik Berlage (Burcht van Berlage). Polak wist de positie van de ANDB en de Amsterdamse diamantbewerkers ook te versterken door internationale samenwerking met vakbonden in andere landen. Met sterke steun uit Amsterdam is in Antwerpen de Algemene Belgische Diamantbewerkersbond (ABD) opgericht en er kwam zelfs een Wereldbond van diamantbewerkers tot stand.
Het snelle en duurzame succes van de ANDB bleef ook buiten deze bond niet onopgemerkt. Mede daardoor ontwikkelde zich in die jaren in de nog zwak georganiseerde vakbondswereld een richtingenstrijd. De strak georganiseerde ‘moderne’ aanpak van de ANDB kwam daarbij lijnrecht te staan tegenover de ‘syndicalisten’ die stakingen als doel op zich zagen en niets wilden weten van een sterk bestuur. Uiteindelijk is onder leiding van Polak in 1905 een nieuwe ‘moderne’ vakcentrale opgericht, het Nederlands Verbond van Vakverenigingen (NVV), de voorloper van de huidige FNV. Polak werd daarvan de eerste voorzitter (1905-1909).
Polak was geen theoreticus maar veeleer een man van de praktijk. Zijn voor Nederland zonder meer vernieuwende opvattingen over de vakbeweging heeft hij vooral in de praktijk ontwikkeld, waarbij hij gebruik maakte van ervaringen van de vakbewegingen in andere West-Europese landen, voorop Groot-Brittannië en Duitsland. Al in 1905 brak hij in een brochure over de ‘moderne’ vakbeweging een lans om verbeteringen in de leef- en arbeidsomstandigheden van arbeiders niet primair te bereiken via stakingen maar waar mogelijk via onderhandelingen. Deze strategie werd vrij snel ook algemene beleidslijn binnen het NVV. Steeds meer, zij het eerst nog in kleine aantallen, werden Collectieve Arbeidsovereenkomsten (CAO’s) afgesloten in particuliere bedrijven. In de praktijk heeft het echter nog heel lang geduurd tot de onderhandelingsstrategie breed werd aanvaard. Door deze opvattingen over en invloed op de vakbeweging kan hij worden gezien als een van de grondleggers van de Nederlandse overlegeconomie.

## Politicus
Polak was ook al vanaf vrij jonge leeftijd een prominent sociaaldemocratisch politicus. In 1891 werd hij afdelingssecretaris van de Sociaal-Democratische Bond in Amsterdam. In deze periode ontwikkelde zich binnen deze organisatie een felle richtingenstrijd over de politieke koers. Polak betrok al snel positie ten gunste van de parlementairen die ervan overtuigd waren dat socialisten hun doelen nooit zonder politieke machtsvorming kwamen bereiken. Zij kwamen daarbij in conflict met de voorzitter Ferdinand Domela Nieuwenhuis, die in die jaren steeds meer een afkeer kreeg van de parlementaire politiek. Dit conflict heeft in 1895 geleid tot de oprichting van de Sociaal-Democratische Arbeiders Partij (SDAP). Polak was een van de 12 initiatiefnemers voor de nieuwe partij (ook wel de Twaalf Apostelen genoemd), maar vervulde in de begintijd geen bestuursfunctie. Wel werd hij in 1903 het eerste socialistische gemeenteraadslid van Amsterdam (1903-1906). Later was hij ook een aantal jaren gemeenteraadslid in de gemeente Laren (Noord-Holland). In 1913 werd hij de eerste vertegenwoordiger van de SDAP in de Eerste Kamer (1913-1922 en 1923-1937). In 1913 is hij ook korte tijd lid geweest van de Tweede Kamer.
Hoewel Polak diverse belangrijke functies in en voor de partij vervulde is hij vooral bekend geworden als een van de grondleggers van de vakbeweging in Nederland. Ook binnen de partij gold hij lange tijd als de belangrijkste specialist voor de vakbeweging. Opmerkelijk is dat hij, ondanks zijn dubbele functies in vakbeweging en politiek, een uitgesproken voorstander was van een scheiding tussen vakbeweging en politieke partij. Hij wilde van het NVV een neutrale organisatie maken die, net als de ANDB, voor zo veel mogelijk arbeiders aantrekkelijk was, los van politieke of religieuze opvattingen. Als snel bleek dat deze doelstelling in de opkomende verzuiling in Nederland niet haalbaar was.
Polak ontving in 1932 een eredoctoraat van de Universiteit van Amsterdam.
Levie Cohen ·
Jan Fortuijn ·
Adriaan Gerhard ·
Frank van der Goes ·
Willem Helsdingen ·
Henri van Kol ·
Henri Polak ·
Jan Schaper ·
Hendrik Spiekman ·
Pieter Jelles Troelstra ·
Helmig Jan van der Vegt ·
Willem Vliegen
- Bibliothèque nationale de France: cb135121728 (data)
- Biografisch Portaal: 09881518
- Gemeinsame Normdatei: 119180790
- International Standard Name Identifier: 0000 0000 2926 6874
- Library of Congress Control Number: n92053708
- Nationale Bibliotheek van Tsjechië: skuk0001120
- Nationale Bibliotheek van Israël: 987007266517605171
- Nederlandse Thesaurus van Auteursnamen: 070834296
- Parlement.com: vg09ll4ukkws
- Trove: 1492592
- Virtual International Authority File: 53344923
- WorldCat: E39PBJjHdMHtwFfb9cBCtXR9Xd